# فیروز دیلمی
ابوعبدالله فیروز دیلمی یکی از اصحاب ایرانی پیامبر اسلام محمد بود. او از آزادزادگان، نوادگان ایرانیانی که به دستور خسرو انوشیروان به یمن رفته و از اهالی آن در برابر حملات اهالی حبشه حمایت کردند، بود.او قاتل اسود عنسی بود و هنگامی که یک روز پیش از فوت  پیامبر اسلام  خبر قتل اسود را به او رساندند در این باره گفت:«مردی مبارک از خاندانی مبارک او را کشت»و وقتی در مورد نام آن شخص پرسیدند،وی پاسخ داد:«فیروز،موفق باد فیروز»همچنین او مسئول زکات صنعا بودو هنگامی که قیس بن عبد یغوث پس از وفات پیامبر اسلام دست به شورش زد ابوبکر فیروز را سالار مسلمانان یمن برای مقابله با قیس نمود.